# Nóvaia Beriózovka
Nóvaia Beriózovka - Новая Берёзовка (rus) - és un poble de l'óblast de Bélgorod, a Rússia. El 2010 tenia 105 habitants. Pertany al districte (raion) de Rakítnoie.